# Cimbri
I Cimbri (in latino Cimbri; in greco antico: Κίμβροι?, Kímbrŏi) erano una tribù germanica o celtica che assieme ai Teutoni ed agli Ambroni invase il territorio della Repubblica romana alla fine del II secolo a.C.
I Cimbri erano popoli germanici, anche se alcuni ritengono che fossero di origine celtica. Le fonti antiche indicano la loro sede originaria nel nord dello Jutland, nell'attuale Danimarca, che nell'antichità era chiamata penisola cimbra (Κιμβρικὴ Χερσόνησος, Kimbrikḕ khersónēsos). Di loro lo storico romano Tacito scrisse nel 98 nella sua Germania:
(Tacito, De origine et situ Germanorum, XXXVII, 1.)

## Etnonimo
L'origine del nome non è conosciuta. Un'etimologia possibile è PIE *tḱim-ro- "abitante", da tḱoi-m- "casa" (> ing. home), a sua volta una derivazione da tḱei- "vivere" (> greco κτίζω, lat. sinō); e quindi il germanico *χimbra- trova un esatto legame con lo slavico sębrъ "fattore" (> croato, serbo sebar, russ. sjabër).
A causa della somiglianza dei nomi i Cimbri sono spesso associati con i Cymry, il nome con cui i Gallesi chiamano se stessi. Tuttavia questa parola è generalmente fatta derivare dal celtico *Kombroges, nel significato di Compatrioti, ed è difficile pensare che i Romani abbiano registrato questa forma come Cimbri (la forma Cambri è neo-latino). Il nome dei Cimbri è stato anche posto in relazione con la parola kimme nel significato di "bordo", cioè il popolo della costa, ma questa ipotesi è incompatibile con l'associazione di Cimbri con Himmerland giacché kimme non mostra gli effetti della Legge di Grimm. Ed infine dall'antichità il nome era stato accostato a quello dei Cimmeri.

## Storia

### Origine
Gli archeologi non hanno trovato alcuna chiara indicazione di una migrazione di massa dallo Jutland nei primi anni dell'Età del Ferro. Il Calderone di Gundestrup, che è stato depositato in una palude dell'Himmerland nel II o I secolo a.C., mostra che vi fosse una sorta di contatto con l'Europa del sud-est, ma è incerto se questo contatto possa essere associato con la cultura cimbra.
Secondo le fonti greche e romane i Cimbri provenivano dallo Jutland, che era chiamato Chersonesus Cimbrica (Χερσόνησος Κιμβρική) dal loro nome. Secondo le Res gestæ di Augusto, i Cimbri erano ancora presenti nella penisola danese intorno all'anno 1.
(Augusto, Res gestæ)
Il geografo greco Strabone testimonia che i Cimbri erano ancora presenti tra le tribù germaniche, probabilmente nella "Cimbrica peninsula":
Sulle mappe di Tolomeo, i "Kimbroi" sono collocati nella parte più a nord della penisola dello Jutland,, cioè l'attuale Himmerland (giacché il Vendsyssel-Thy era in quel periodo un gruppo di isole). Himmerland (antico danese Himbersysel) in genere è considerato che riporti il loro nome, in una forma più arcaica, senza la Legge di Grimm (PIE k > Germ. h). In alterna il latino C- rappresenta un tentativo di rendere il non familiare proto-germanico [χ], forse da parte di interpreti di lingua celtica (intermediari celtici spiegherebbero anche il germ. *Þeuðanōz che divenne il latino Teutones).

### Scontro con i Romani (113 - 101 a.C.)

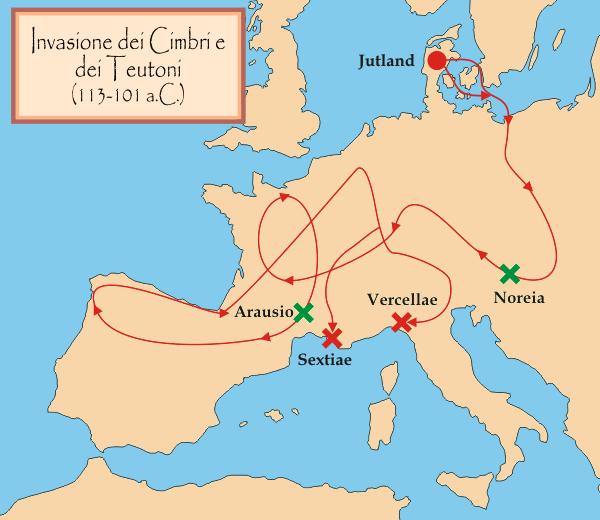
Le migrazioni dei Cimbri e dei Teutoni, e lo scontro decisivo con i Romani

Strabone scrive che nel 113 a.C. i Cimbri si scontrarono e vinsero un'armata romana nei pressi di Noreia, nel Norico.
Qualche tempo prima del 100 a.C., molti dei Cimbri, così come i Teutoni e Ambroni migrarono a sud-est. Dopo diverse battaglie senza successo contro i Boi e altre tribù celtiche, apparvero attorno al 113 a.C., prima in Pannonia contro gli Scordisci e poi nel Norico, dove invasero i territori di uno degli alleati di Roma, i Taurisci.
Su richiesta del Console romano Gneo Papirio Carbone, inviato a difendere i Taurisci, si ritirarono, solo per scoprirsi ingannati e attaccati nella Battaglia di Noreia, dove sconfiggono i Romani. Solo una tempesta, che separa i combattenti, salva le forze romane dalla distruzione completa.
Ora la strada verso l'Italia era aperta, ma i Cimbri si rivolsero ad ovest verso la Gallia. Nel 109 a.C. riuscirono a sconfiggere un nuovo esercito romano del console Marco Giunio Silano, che era il comandante della Gallia Narbonese. Lo stesso anno, riuscirono a battere anche un secondo esercito romano del console Lucio Cassio Longino, che venne ucciso a Burdigala (moderna Bordeaux). Nel 107 a.C., i Romani ancora una volta perdono contro i Tigurini, che erano alleati dei Cimbri.
Solo nel 105 a.C. i Cimbri progettarono un attacco diretto contro la Repubblica Romana. Presso il fiume Rodano i Cimbri si scontrarono con gli eserciti romani. I comandanti romani, il proconsole Quinto Servilio Cepione e il console Gneo Manlio Massimo, impedirono il coordinamento dei romani e così i Cimbri riuscirono prima a sconfiggere il legato Marco Aurelio Scauro e poi a causare una clamorosa sconfitta nella Battaglia di Arausio. I Romani persero ben 80.000 uomini, escluse cavalleria ausiliaria e non combattenti, con un conto totale delle perdite vicino a 112.000.
Roma era nel panico e il terror cimbricus divenne proverbiale. Tutti si aspettavano di vedere presto i nuovi Galli al di fuori delle porte di Roma. Si ricorse dunque a misure eccezionali: contrariamente alla costituzione romana, Gaio Mario, che aveva recentemente sconfitto Giugurta, fu eletto console per cinque anni di fila (104-100 a.C.).

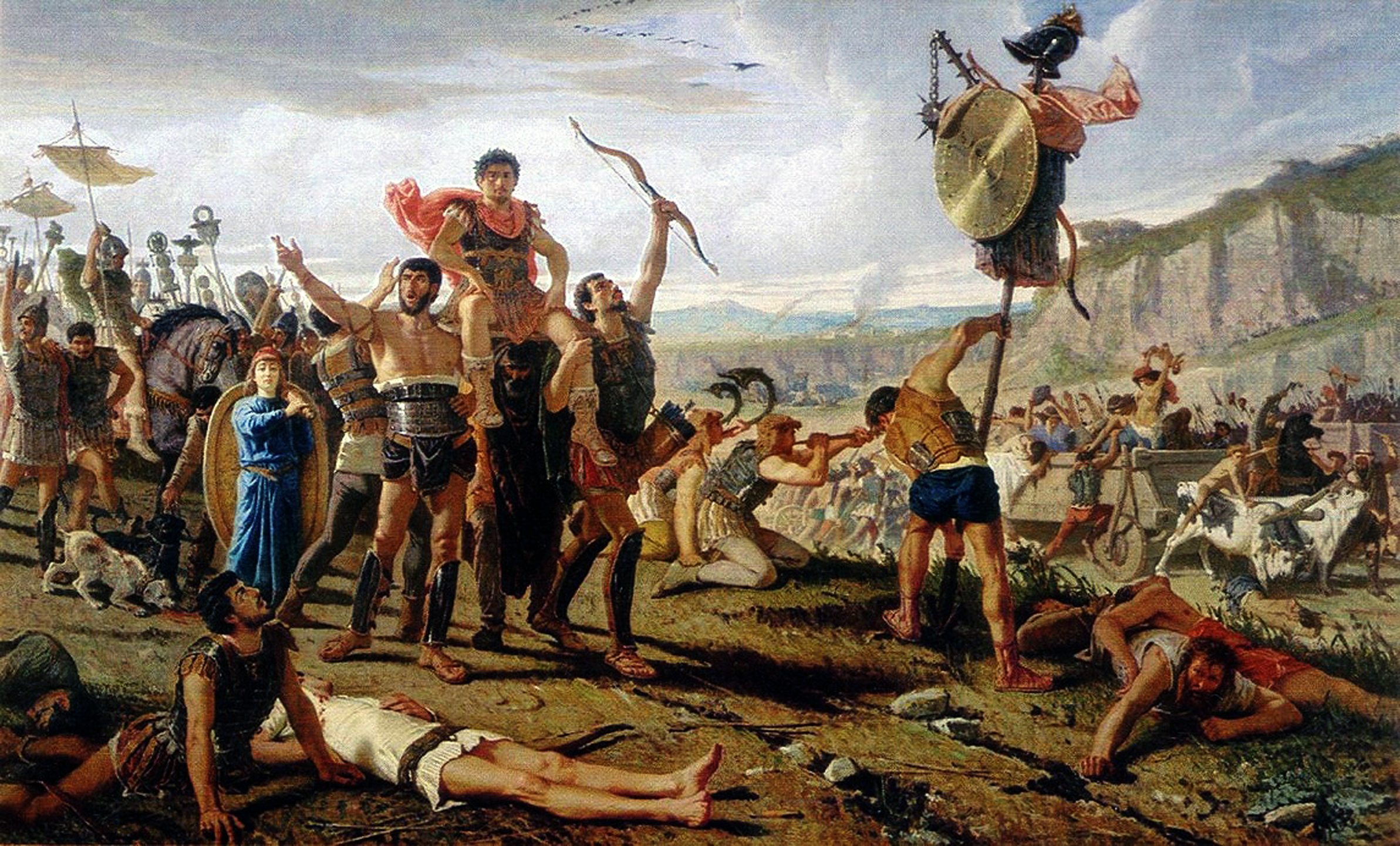
Francesco Saverio Altamura, Gaio Mario vincitore dei Cimbri, 1863 circa

Nel 103 a.C., i Cimbri e i loro alleati proto-germanici, i Teutoni, si erano rivolti verso la Penisola Iberica, dove avevano saccheggiato in lungo e in largo. Durante questo periodo Gaio Mario aveva avuto il tempo per prepararsi e, nel 102 a.C., era pronto ad affrontare Teutoni ed Ambroni al Rodano. Queste due tribù intendevano passare in Italia attraverso i valichi occidentali, mentre i Cimbri e i Tigurini avrebbero dovuto prendere la strada del Nord attraverso il Reno e le Alpi.
Alla foce del fiume Isère, i Teutoni e gli Ambroni si scontrarono con Mario, il cui campo ben fortificato non gli fu possibile espugnare. Proseguirono così il loro percorso, inseguiti da Mario stesso. Alla Battaglia di Aquae Sextiae, i Romani vinsero due scontri e presero prigioniero il re Teutone Teutobod.
I Cimbri erano nel frattempo penetrati attraverso le Alpi nel nord Italia. Il console Quinto Lutazio Catulo non aveva osato fortificare i passi, ma si era invece ritirato dietro il fiume Po, lasciando così la pianura aperta agli invasori. I Cimbri non hanno fretta, ed i vincitori di Aquae Sextiae hanno così il tempo di arrivare con i rinforzi. Alla battaglia di Vercelli, alla confluenza del Sesia con il Po, nel 101 a.C., il lungo viaggio dei Cimbri ebbe termine.
Vercelli fu una sconfitta devastante per i Cimbri, ed entrambi i capi Lugius e Boiorix vi furono uccisi. Si racconta che per evitare la schiavitù le donne cimbre si suicidarono assieme ai loro figli. I Cimbri furono annientati, anche se alcuni possono essere sopravvissuti al ritorno in patria, dove una popolazione con questo nome risulta residente nel nord della Jutland nel I secolo, secondo le fonti citate sopra.
Tuttavia, secondo Giustino, più di un decennio più tardi, nel 90-88 a.C., Mitridate il Grande inviò ambasciatori ai Cimbri per chiedere aiuti militari, a giudicare dal contesto devono aver vissuto in Nord Europa orientale al tempo.

## Religione
Strabone racconta di sacerdotesse tra i Cimbri, che avevano capelli grigi, erano vestite di bianco con mantelli di lino fissati con fermagli a guaine di bronzo ed erano a piedi nudi. Ora con una spada in mano, queste sacerdotesse vagavano alla ricerca di prigionieri di guerra in tutto il campo; una volta trovati, prima li incoronavano e poi li conducevano ad un vaso di bronzo, capiente come venti anfore. Il recipiente si trovava su una piattaforma rialzata dove doveva montare la sacerdotessa, la quale avrebbe poi tagliato la gola di ogni prigioniero, raccogliendone il sangue in questo grande recipiente-bollitore. Il sangue effuso sarebbe poi servito per interpretare una profezia, mentre il corpo del prigioniero ormai morto, era oggetto di un'ispezione delle viscere, sempre per poter emettere una profezia sulla vittoria del proprio popolo. Le donne poi, durante le battaglie, dovevano battere sulle pelli che erano appese ai carri per produrre un rumore assordante e quasi ultraterreno, che potesse intimorirne il nemico.

## Lingua
Uno dei problemi maggiori è che in questo periodo Greci e Romani tendono a indicare tutti i popoli a nord della loro sfera d'influenza come Galli, Celti o Germani piuttosto indiscriminatamente.
Cesare sembra essere stato uno dei primi autori a distinguere fra i due gruppi, per un motivo politico: era un argomento a favore del confine renano.
Tuttavia non ci si può fidare completamente di Cesare e Tacito quando attribuiscono individui e tribù all'una o all'altra categoria.
La maggioranza delle fonti antiche classificano i Cimbri come una tribù germanica, ma alcuni autori antichi includono i Cimbri tra i Celti.
Ci sono poche testimonianze dirette della lingua dei Cimbri: Riferendosi all'Oceano Settentrionale (il Baltico o il Mare del Nord), Plinio dichiara:
(Plinio il Vecchio, Naturalis Historia 4.95)
Le parole per "mare" e "morto" sono muir e marbh in Irlandese e mor e marw in Gallese. La stessa parola per "mare" è conosciuta anche nel germanico, ma con una a (*mari-), mentre un affine di marbh è assente in tutti i dialetti del germanico. Ancora, dato che Plinio non aveva sentito la parola direttamente da un informatore cimbro, non si può affermare con certezza che quella parola non fosse in effetti gallica ed è comunque possibile che il Mare del Nord o il Mar Baltico fossero considerati "morti" e "gelidi" dai Centro-Europei piuttosto che dagli Scandinavi, stanziati sulle coste del mare.
I capi cimbri conosciuti hanno nomi che sembrano celtici, tra cui Boiorix (che può significare "re dei Boi" o, più letteralmente, "Re dei Guerrieri"), Gaesorix (che significa "Re della lancia"), e Lugius (che può venire dal nome del dio celtico Lúg). Henri Hubert (1934) dichiara "Tutti questi nomi sono celtici, e non possono essere altro". Tuttavia ciò non significa necessariamente che i Cimbri fossero celtici, in quanto gli stessi elementi possono esistere in germanico (si veda ad esempio il nome del re vandalo Genserico, probabilmente analogo a Gaesorix).
Altre prove per la lingua dei Cimbri sono circostanziali: così, ci viene detto che i Romani avevano arruolato Celti gallici per agire come spie nel campo dei Cimbri prima della resa dei conti finale con l'esercito romano nel 101 a.C. Alcuni prendono ciò come prova a sostegno della "teoria celtica" piuttosto che di quella germanica.
Jean Markale (1976) scrisse che i Cimbri furono associati agli Helvetii, e più specialmente con gli indiscutibili Celti Tigurini. Queste associazioni potrebbero condurre ad una discendenza comune, richiamata 200 anni prima.
Alcuni autori adottano una prospettiva diversa. Per esempio, Peter S. Wells afferma che i Cimbri «non sono certamente Celti».
A contrastare la tesi di una origine celtica sono le fonti letterarie che indicano i Cimbri come originari del nord dello Jutland, un'area senza toponimi celtici, ma piuttosto germanici.
Recenti studi genetici hanno cercato di venire a capo dell'origine celta o germanica dei Cimbri. Uno di questi sostiene che i cimbri (antichi) non erano un popolo germanico ma celtico, in relazione con gli Elvezi. Non ci sono comunque risultati universalmente accettati come definitivi sulla questione.

## Cultura

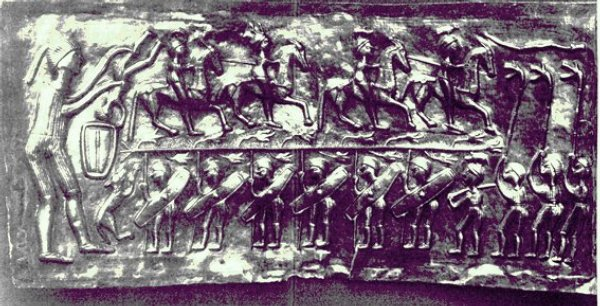
Il Calderone di Gundestrup, Pannello interno "E"

Strabone dà questa vivida descrizione del folklore cimbro (Geogr.7.2.3, trad. di H.L. Jones...):
I Cimbri sono dipinti come feroci guerrieri che non hanno paura della morte. Il padrone di casa è stato seguito da donne e bambini sui carri. Donne anziane, sacerdotesse vestite di bianco, avrebbero sacrificato i prigionieri di guerra e cosparso il loro sangue per predire il futuro.
Se i Cimbri davvero provengono dallo Jutland, una prova che praticassero il sacrificio rituale può essere costituita dalla donna di Haraldskær, qui scoperta nell'anno 1835. Questa riporta i segni di un cappio al collo e almeno una ferita da taglio; inoltre, il corpo è stato gettato in una palude, e non cremato secondo la tradizione locale. Inoltre, il calderone di Gundestrup trovato in Himmerland potrebbe essere un vaso sacrificale come quello descritto nel testo di Strabone.

## I Cimbri nella cultura di massa
Secondo Giulio Cesare, la tribù belga degli Atuatuci: 
(De Bello Gallico, 2.29)
Essi fondarono la città di Atuatuca nella terra dei Belgi Eburoni, che assoggettarono. Di conseguenza Ambiorige, re degli Eburoni, rese omaggio e diede suo figlio e nipote come ostaggi agli Atuatuci (De Bello Gallico, 6.27). Nel primo secolo d.C. gli Eburoni furono sostituiti o assorbiti dai germanici Tungri, e la città capoluogo prese il nome di Atuatuca Tungrorum, che corrisponde alla moderna città di Tongeren.
La popolazione del moderno Himmerland sostiene di essere l'erede dei Cimbri antichi. Le avventure dei Cimbri sono state descritte dall'autore danese Johannes Vilhelm Jensen, egli stesso nato nell'Himmerland, nel romanzo Cimbrernes Tog (1922), incluso nel ciclo epico Den lange Rejse (Il lungo viaggio, 1923). Il cosiddetto toro cimbro ("Cimbrertyren"), una scultura di Anders Bundgaard, è stato eretto il 14 aprile 1937 in una piazza centrale di Aalborg, la capitale della regione dello Jutland settentrionale.
Alla minoranza etnica di lingua tedesca, stabilitasi durante il Medioevo nelle montagne tra Vicenza, Verona, Trento, Treviso e Belluno in Italia (Lessinia, Altopiano di Asiago, Folgaria, valli vicentine e trentine, e poi, nel XIX secolo, altopiano del Cansiglio), fu dato in ambiente preumanistico veneto il nome di "Cimbri" e fu attribuita una diretta discendenza dagli antichi Cimbri: questo, come ha dimostrato Massimiliano Marangon, per una precisa necessità ideologica di subordinarli utilmente, come milizie confinarie, ai "romani" che dominavano ormai la terraferma veneta; solo per questo si narrò, inventando letteralmente e letterariamente una tradizione, che essi si sarebbero ritirati in questo variegato territorio montano e collinare dopo essere stati sconfitti dai Romani. La maggioranza delle fonti riporta invece il loro arrivo in Italia solo nell'alto medioevo e dati genetici smentiscono oggi ogni correlazione diretta della popolazione attuale con le popolazioni odierne dello Jutland.